# Tri krát tri je deväť
Tri krát tri je deväť /'tri 'kraːt 'tri 'je ˈɟevɛɐ̯c/ (ins Deutsche übersetzt: Drei mal drei ist neun) ist ein Märchenhörspiel und eine Fernsehkomödie mit Liedern.

## Hörspiel
Tri krát tri je deväť (auch stilisiert als 3x3=9) ist ein Märchenhörspiel von František Obžera, das als LP im Jahr 1984 durch Musiklabel Opus 9118 1514 veröffentlicht wurde.

### Besetzung
- Michal Dočolomanský als Schriftsteller/Geschichtenerzähler
- Monika Paššová als Hanka, Divisionsprinzessin
- Radko Tomek als Tomáš, Multiplikationsprinz (Gesang: Peter Kollár)
- Leopold Haverl als König des Königreich der Multiplikation
- Oldo Hlaváček als König des Königreich der Division
- Peter Debnár als Verkäufer 1
- Ivan Krivosudský als Verkäufer 2

## Fernsehfilm
Tri krát tri je deväť ist eine Märchenfernsehkomödie mit Liedern aus dem Jahr 1985. Regie führte Ivan Krajíček.

### Besetzung
- Michal Dočolomanský als Schriftsteller/Geschichtenerzähler
- Monika Haasová als Hanka, Divisionsprinzessin
- Ľudovít Tóth als Tomáš, Multiplikationsprinz
- Leopold Haverl als König des Königreich der Multiplikation
- Oldo Hlaváček als König des Königreich der Division
- Marián Labuda als Verkäufer 1
- Ivan Krivosudský als Verkäufer 2

## Geschichte
Die Geschichte handelt von einem Geschichtenerzähler (Michal Dočolomanský) und seinem zweiten Sohn Tomáš, dessen größtes Problem darin bestand, das Einmaleins zu lernen. Und so schickte ihn sein Vater einmal auf Anregung seiner Klassenkameradin Hanka in ein Märchen, ins Königreich der Multiplikation. Aber Hanka hatte auch ein Problem – mit Teilung, also schickte der Geschichtenerzähler sie zur Abwechslung ins Königreich der Division. Beide werden von den Königsvätern aus ihren Königreichen verbannt.  Hanka und Tomáš treffen sich, gemeinsam versuchen sie, etwas Essbares zu finden, aber sie können einander nicht helfen, weil sie nicht wissen, wie man multipliziert oder dividiert. Schließlich lernen sie wie durch ein Wunder zählen, der Erzähler sich selbst in der Geschichte geschrieben, aber seine Schreibmaschine kaputt gegangen. Schließlich erfinden sie eine Straßenbahn und entkommen dem Märchen.